# Kelyn Rowe
Kelyn Jaynes Rowe (ur. 2 grudnia 1991 w Federal Way) – amerykański piłkarz występujący na pozycji prawego skrzydłowego, od 2021 zawodnik Seattle Sounders FC.

## Kariera klubowa
Rowe pochodzi z miasta Federal Way w stanie Waszyngton. Jego starsza siostrę Bree grała w piłkę nożną w uczelnianym zespole Oregon Ducks, zaś młodsza Baely jest gimnastyczką. Uczęszczał do lokalnej Federal Way High School, gdzie za sprawą dobrych występów został wybrany do drużyny Parade and ESPN/Rise All-America, a także dwukrotnie do NSCAA Youth All-American (2008, 2009). W 2010 roku otrzymał natomiast nagrodę dla gracza roku rozgrywek Class 4A. Równocześnie trenował w młodzieżowej ekipie Crossfire Premier SC, w którego barwach dwukrotnie znalazł się w drużynie U16 West Conference Starting XI (2007, 2008). W późniejszym czasie studiował na Uniwersytecie Kalifornijskim w Los Angeles, gdzie występował w tamtejszym zespole UCLA Bruins. W 2010 roku otrzymał nagrodę Pac-12 Freshman of the Year dla najlepszego piłkarza pierwszego roku Pacific-12 Conference i został wybrany do NSCAA All-American Third Team. W 2011 roku został uhonorowany nagrodą Pac-12 Conference Player of the Year, a także wygrał z UCLA rozgrywki NCAA College Cup. Równocześnie występował w ekipie Washington Crossfire na czwartym poziomie rozgrywek – USL Premier Development League, przebywał też na testach w niemieckim 1. FC Köln.
W grudniu 2011 Rowe podpisał umowę z programem Generation Adidas, zaś miesiąc później został wybrany w ramach MLS SuperDraft (z trzeciego miejsca) przez New England Revolution. W Major League Soccer zadebiutował 10 marca 2012 w przegranym 0:1 spotkaniu z San Jose Earthquakes, zaś premierowego gola strzelił 31 marca tego samego roku w wygranej 3:1 konfrontacji z Los Angeles Galaxy. Od razu wywalczył sobie pewne miejsce w wyjściowym składzie; na przestrzeni kolejnych lat dał się poznać jako wielofunkcyjny gracz, mogący występować zarówno na skrzydle, jak i w roli środkowego i ofensywnego pomocnika. W sezonie 2014 wygrał z Revolution konferencję wschodnią i wywalczył wicemistrzostwo MLS, natomiast w 2016 roku dotarł do finału pucharu Stanów Zjednoczonych – U.S. Open Cup.
W 2019 roku przeszedł do Real Salt Lake. W 2020 roku grał w New England Revolution, a w 2021 trafił do Seattle Sounders FC.

## Kariera reprezentacyjna
W marcu 2011 Rowe został powołany przez Thomasa Rongena do reprezentacji Stanów Zjednoczonych U-20 na Mistrzostwa Ameryki Północnej U-20. Na gwatemalskich boiskach był kluczowym zawodnikiem swojej drużyny i rozegrał wszystkie trzy spotkania od pierwszej minuty, strzelając trzy gole w fazie grupowej – jednego w meczu z Surinamem (4:0) i dwa z Panamą (2:0). Jego kadra odpadła natomiast w ćwierćfinale po porażce z gospodarzami – Gwatemalą (1:2) i nie zakwalifikowała się na Mistrzostwa Świata U-20 w Kolumbii.
W seniorskiej reprezentacji Stanów Zjednoczonych Rowe zadebiutował za kadencji selekcjonera Bruce'a Areny, 1 lipca 2017 w wygranym 2:1 meczu towarzyskim z Ghaną. W tym samym miesiącu został powołany na Złoty Puchar CONCACAF, podczas którego rozegrał dwa mecze (obydwa w pierwszym składzie) i 15 lipca w wygranej 3:0 konfrontacji fazy grupowej z Nikaraguą strzelił pierwszego gola w dorosłej kadrze. Po zakończeniu fazy grupowej został zastąpiony w składzie przez Darlingtona Nagbe, a już bez jego udziału Amerykanie – pełniący rolę gospodarzy – triumfowali w Złotym Pucharze, pokonując w finale Jamajkę (2:1).